# 陳横
陳 横（ちん おう）は、中国の通俗歴史小説『三国志演義』に登場する架空の武将。
劉繇の部将として登場する。劉繇が孫策に敗れて劉表を頼ると、陳横は、薛礼・張英と共に秣陵（後の呉の都、建業）に立て篭もり、抵抗を続ける。しかし、孫策の計略で城外に誘き出され、伏兵の攻撃に遭い、孫策の部将蔣欽に弓矢で射殺された。